# Tit Ebucije Helva
Tit Ebucije Helva (Titus Aebutius Helva) bio je rimski konzul godine 499. pr. Kr.
Za vrijeme njegovog mandata Rimljani su opsjedali Fidenae, osvojili Crustumerium, a grad Praeneste se odcijepio od Latina kako bi se priključio Rimu. Tada je Aulus Postumius Albus Regillensis postao diktator kako bi se borio protiv Latina. Helva je tada zajedno s njim krenuo na Regilsko jezero kao zapovjednik konjice. Za vrijeme bitke je Tit Ebucije ranio latinskog zapovjednika Oktavija Mamilija, ali je i sam ranjen. Bitku su na kraju Rimljani dobili.